# Unimedia
Unimedia (Унимедиа) — молдавский новостной сайт. Основан в январе 2007 года. На состояние декабря 2011 года Unimedia имеют 65 000 ежедневных посещений и 240 000 ежедневных просмотров страниц. Сайт представляет собой платформу для блогов и комментарий для авторов из Республики Молдова, который действует в независимом формате.
В январе 2008 года Unimedia была поглощена корпорацией New Media Group.